# Ann-Marie Nilsson (musikforskare)
Ann-Marie Nilsson, född 12 augusti 1942 i Engelbrekts församling i Stockholm, är en svensk musikforskare.
Nilssons doktorsavhandling från 1991 (Göteborgs universitet) utgör en fortsättning på Carl-Allan Mobergs ofullbordade arbete med medeltida hymnmelodier i Sverige. Nilsson har senare koncentrerat sin forskning på två skilda områden: dels medeltida helgonofficier (hystoriae, med en term myntad av Ingmar Milveden): sånger till de svenska helgonen Erik, Sigfrid, Birgitta, Eskil, Elin med flera, dels blåsmusik med inriktning på svensk blåsoktett (militäroktett, brunnsmusik) och startat oktetten Ehnstedts Eftr.